# Cinachyra (spons)
Cinachyra is een geslacht van sponsdieren uit de klasse van de Demospongiae (gewone sponzen). 

## Soorten
- Cinachyra antarctica (Carter, 1872)
- Cinachyra barbata Sollas, 1886
- Cinachyra crassispicula (Lendenfeld, 1907)
- Cinachyra helena Rodriguez & Muricy, 2007